# 尾嶋正治
尾嶋 正治（おしま まさはる）は、日本の化学者・物理学者。東京大学工学系研究科応用化学専攻教授。日本放射光学会会長、日本表面科学会会長、東京大学放射光連携研究機構の機構長などを務める。趣味はテニス・囲碁・ゴルフなど。

## 経歴
- 1965年 - 兵庫県立豊岡高等学校入学
- 1968年 - 東京大学理科I類入学
- 1974年 - 東京大学大学院工学系研究科合成化学専攻修士課程修了
- 1974年 - 日本電信電話公社武蔵野電気通信研究所入社
- 1981-1982年 - スタンフォード大学電気工学科Visiting Scientist
- 1984年 - 工学博士（東京大学）「Surface analysis of electronic materials for high speed devices(高速素子用電子材料の表面分析) 」
- 1995年 -2013年 東京大学工学部、大学院工学系研究科応用化学専攻 教授
- 1998年度-2003年度 - 高エネルギー加速器研究機構物質構造科学研究所客員教授
- 2001年- - 東京大学大学院総合文化研究科広域科学専攻広域システム科学系（化学）教授兼務
- 2006年-2012年度- - 東京大学放射光連携研究機構 機構長
- 2009年度-2010年度- -日本放射光学会会長
- 2013年- - 東京大学放射光連携研究機構特任教授、東京大学名誉教授
- 2014年- - 東京大学放射光連携研究機構特任研究員
- 2013年度-2014年度- -日本表面科学会（現日本表面真空学会）会長
- 2015年度-2023年度- -東京都市大学特別教授
- 2015年度- -昭和電工（現レゾナック）社外取締役
- 2023年度- - 東京大学物性研究所特任研究員
- Publications:約620報
- 非常勤講師（or客員教授）：京都大学、東京工業大学、東北大学、九州大学、筑波大学、奈良女子大学、弘前大学、兵庫県立大学、慶応義塾大学、東京理科大学、東京電機大学、関西学院大学、日本大学、ソウル国立大学、延世大学、浦項工科大学、北京大学、河海大学

## 研究
省エネルギー型新型素子の開発を目指し、窒化物半導体や酸化物半導体の結晶成長や、放射光を用いた解析手法の開発などを行っている。また近年では、白金を使わない燃料電池電極の開発にも取り組んでいる。

## 受賞
- 2007年度 - 日本表面科学会第12回学会賞受賞[1]
- 2009年度 - 応用物理学会フェロー
- 2010年度 - 米国電気化学会(ECS)分科会Best Paper Award受賞
- 2016年度 - 日本化学会フェロー
- 2014年 - 文部科学大臣表彰科学技術賞研究部門受賞
- 2020年度 - 東京大学工学部Best Teaching Award受賞